# Rotastruma recava
Rotastruma recava är en myrart som beskrevs av Bolton 1991. Rotastruma recava ingår i släktet Rotastruma och familjen myror. Inga underarter finns listade i Catalogue of Life.

## Bildgalleri

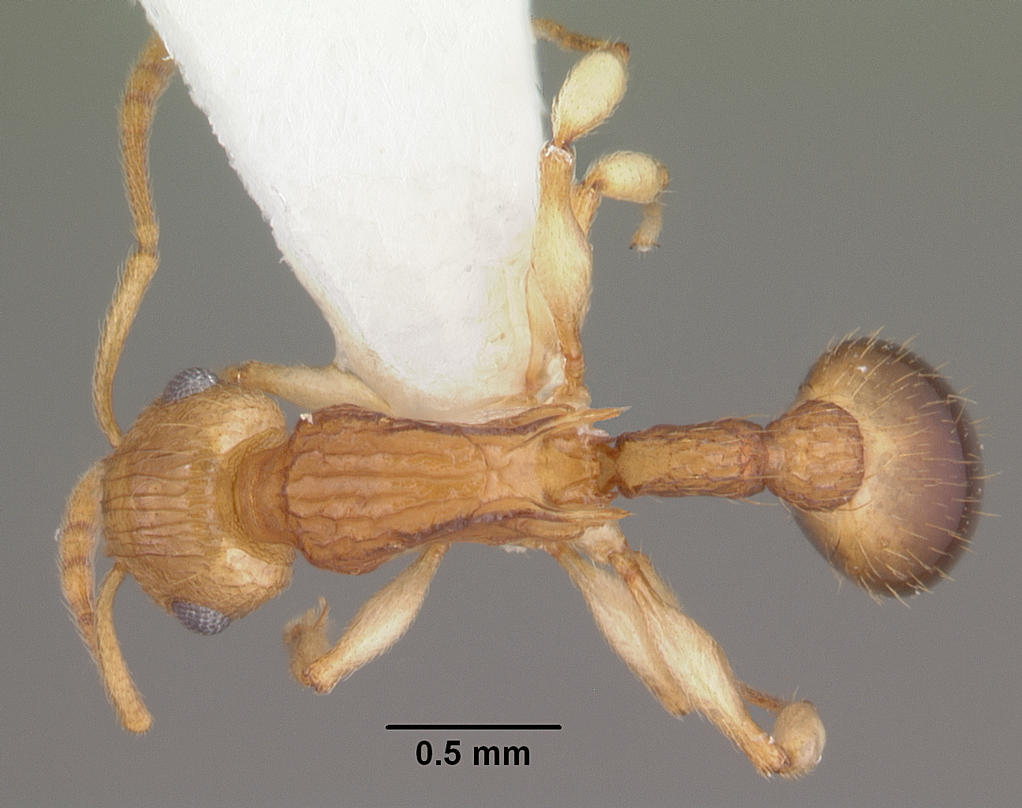
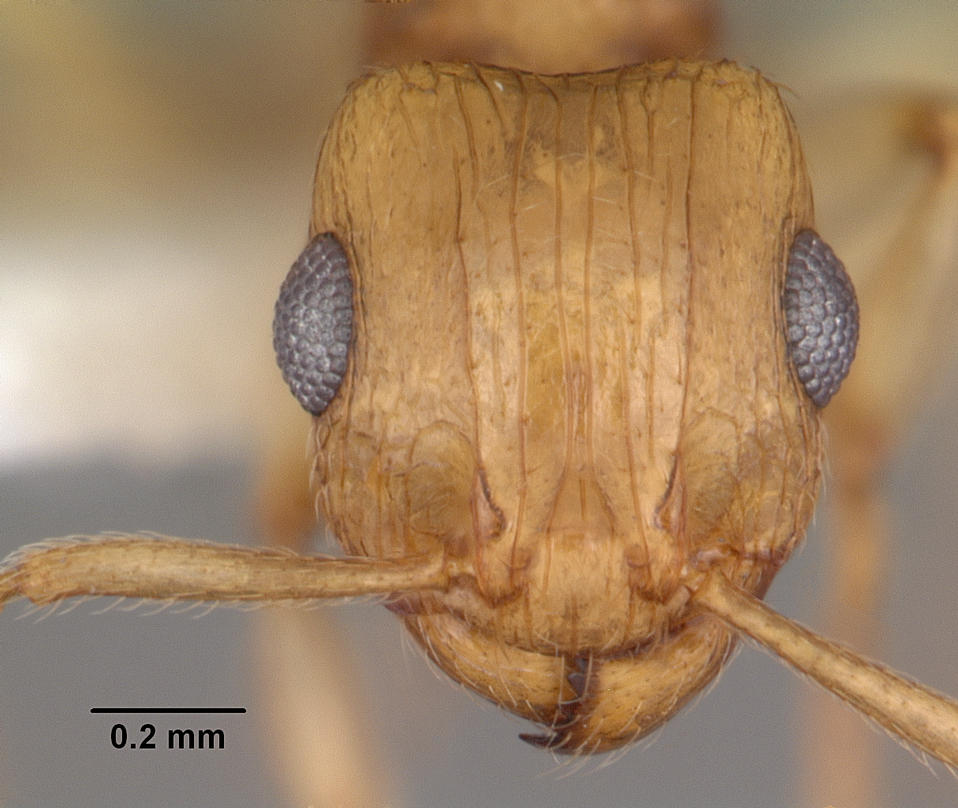
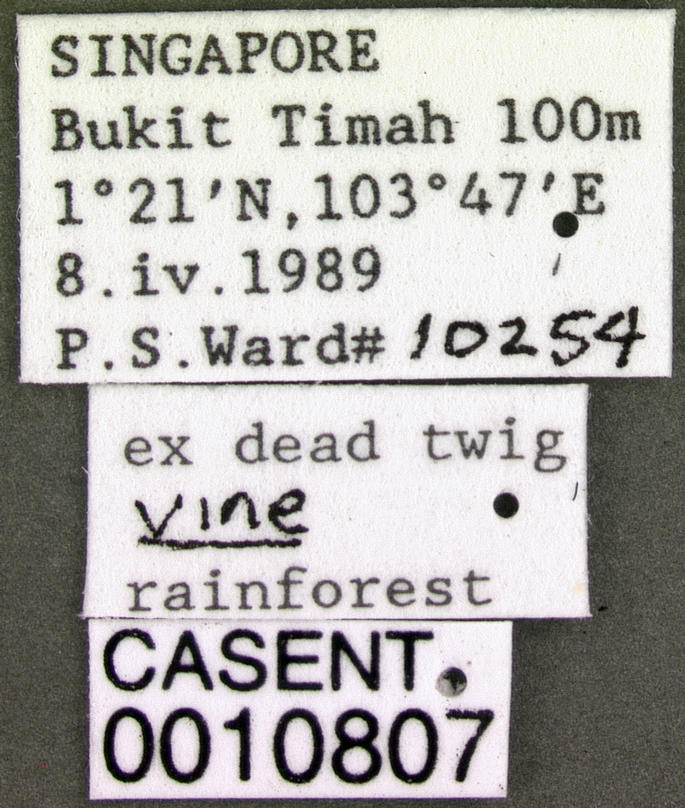
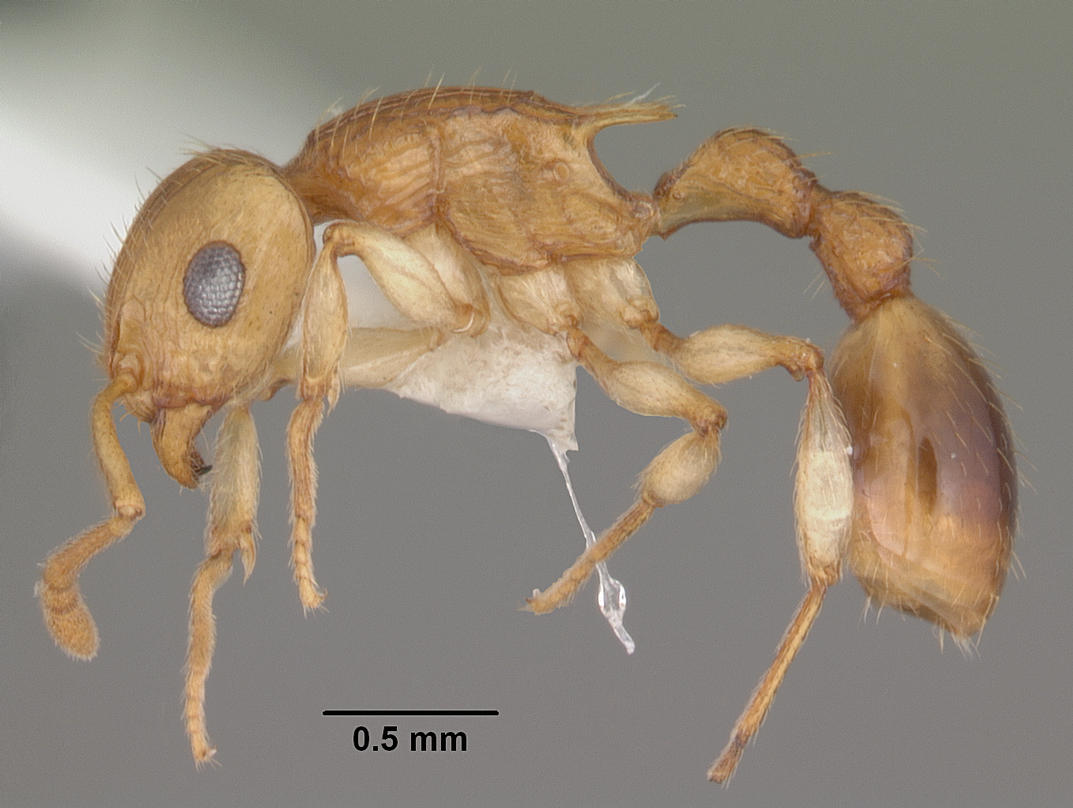
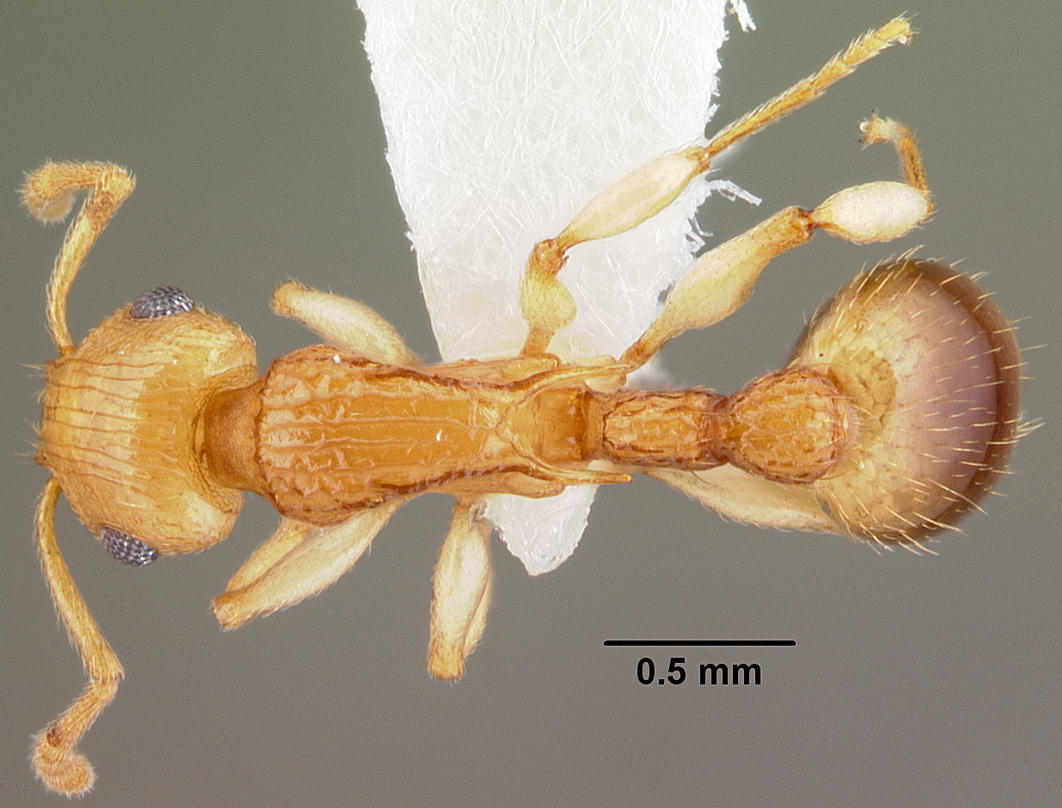
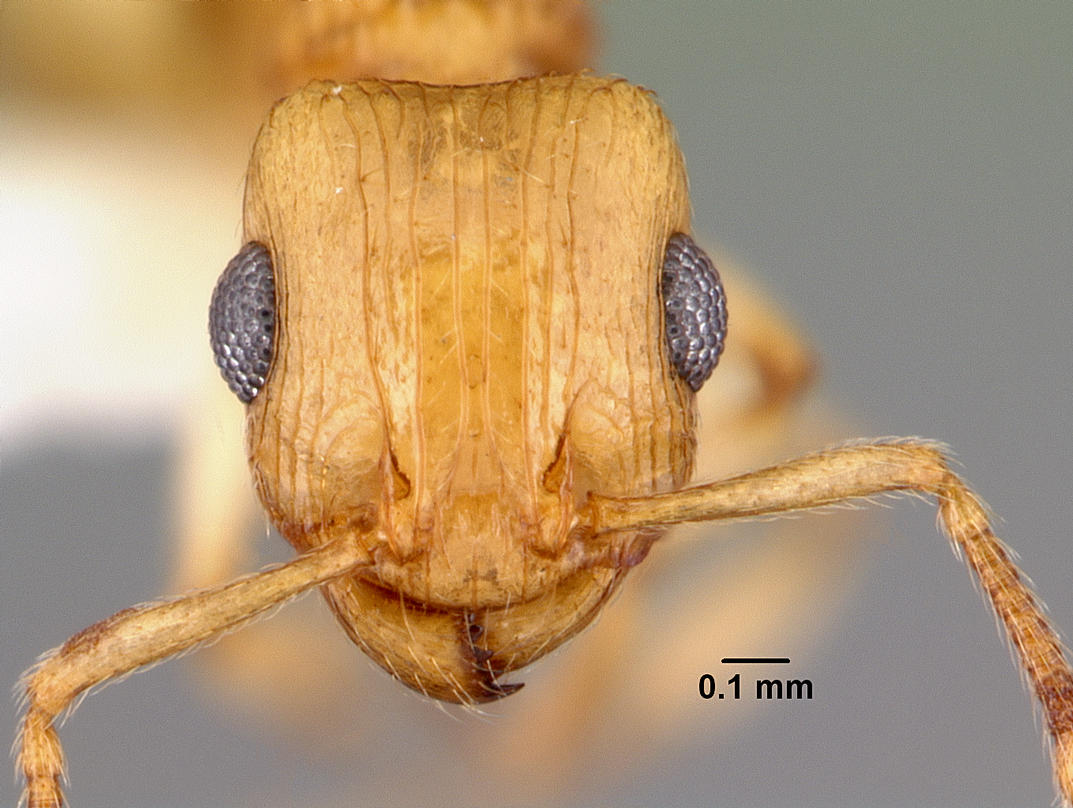